# Вільна Корея
«Вільна Корея» (кор. 자유한국당, 自由韓國黨,Jayuhangukdang) — колишня консервативна політична партія в Республіці Корея правого спрямування. Назва партії з 1997 по 2012 рік — «Партія великої країни» (кор. 한나라당, 한나라黨, Hannaradang), 2012 по 2017 рік — «Сенурі» (кор. 새누리당, 새누리黨, Saenuridang)